# Cosmología no estándar
Cosmología no estándar es un modelo físico cosmológico del universo continuamente propuesto como alternativa al modelo del Big Bang de la cosmología estándar. En la historia de la Cosmología varios científicos e investigadores han discutido partes o todo acerca del Big Bang referido a rechazos o adiciones de suposiciones que necesitan desarrollar un modelo teórico del universo. De 1940 a 1960 la comunidad astrofísica se dividió equitativamente entre quienes apoyaban a la teoría del Big Bang y los opositores con un modelo de universo estacionario. No fue sino hasta los avances en cosmología de finales de 1960 cuando el Big Bang pudo convertirse en la teoría dominante. Aun así, muchos investigadores discrepan de esta teoría.
La locución no estándar se aplica a cualquier cosmología teórica que no esté conforme con el consenso científico. No se usa para describir modelos alternativos en los que no se ha alcanzado consenso. Se utiliza también para describir teorías que aceptan un Big Bang ocurrido pero diferente a como lo detalla la física del origen y la evolución del universo. Debido a que los términos dependen de la prevalencia del consenso, el significado de esta acepción cambia con el transcurso del tiempo. Por ejemplo, en 1990 la materia oscura caliente podía no haber sido tomada como cosmología no estándar, pero en 2010 se consideró su pertenencia a esta categoría. En cambio una cosmología distinta de cero resulta en una aceleración del universo que pudo considerarse no estándar en 1990, pero desde 2010 es parte de la cosmología estándar.